# Antigoné (keresztnév)
Az Antigoné görög eredetű női név, az Antigon férfinév női párja.

## Gyakorisága
Az újszülötteknek adott nevek körében az 1990-es években igen ritka volt. A 2000-es és a 2010-es években sem szerepelt a 100 leggyakrabban adott női név között.
A teljes népességre vonatkozóan az Antigoné sem a 2000-es, sem a 2010-es években nem szerepelt a 100 leggyakrabban viselt női név között.

## Névnapok
- február 27.,[2]  szökőévben február 28.

## Híres Antigonék
- Oidipusz és Iokaszté lánya, Szophoklész Antigoné című tragédiájának címszereplője
- Priamosz trójai király testvére
- Péleusz első felesége